# قطع رابطه

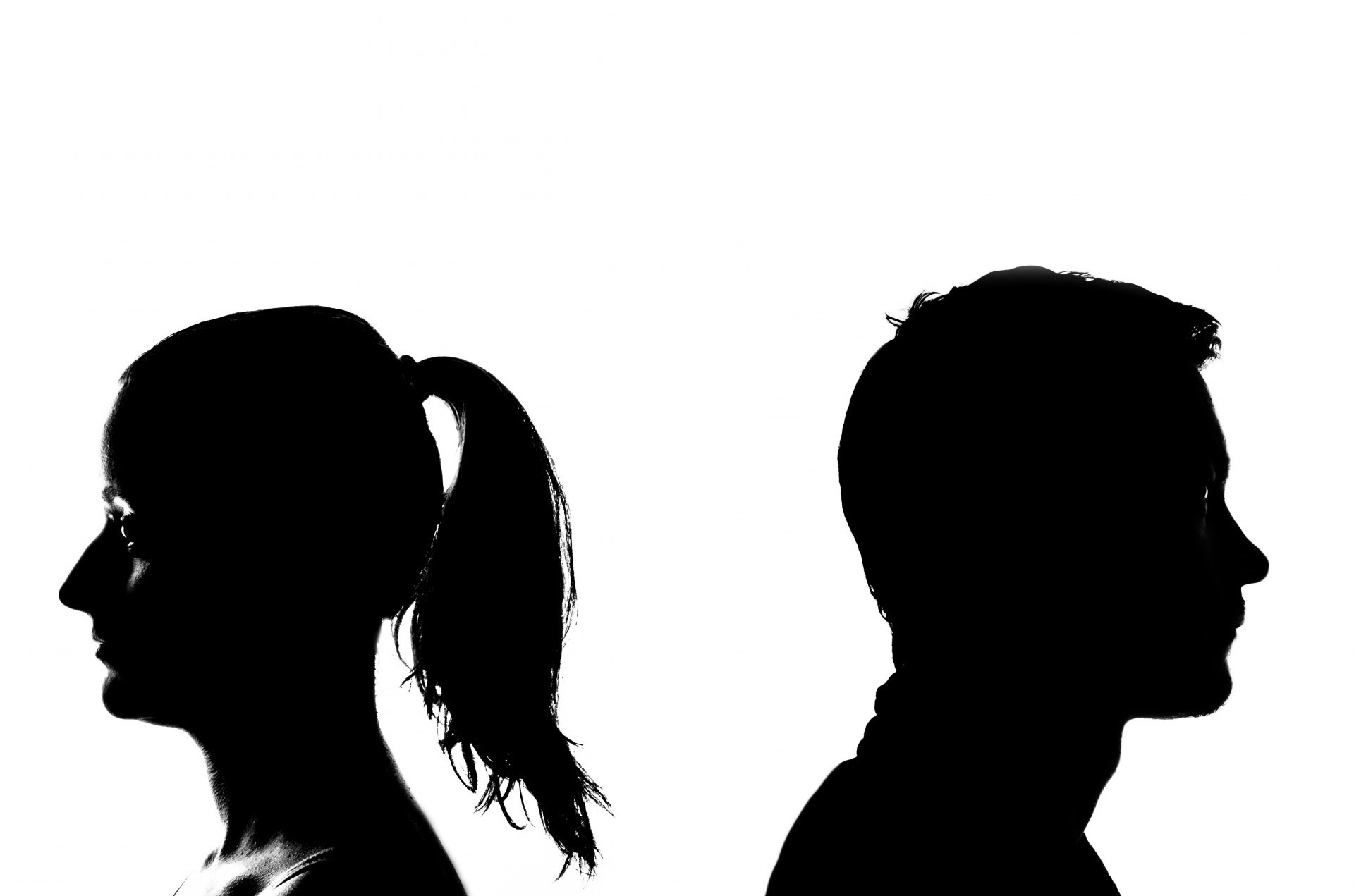
جدایی و قطع ارتباط یک زن و مرد

قطع رابطه، قهر کردن یا به هم زدن (به انگلیسی: Breakup) خاتمه دادن به یک رابطه عاطفی است؛ مثلاً در دوران نامزدی ممکن است نامزدی به هم بخورد. قطع رابطه برای افرادی که هنوز ازدواج نکرده‌اند استفاده می‌شود. برای افرادی که ازدواج کرده‌اند از طلاق استفاده می‌شود.

قطع رابطه عاطفی واقعاً سخت است و برخورد عاقلانه و اخلاقی برای کسانی که زمانی با یکدیگر رابطه داشته‌اند، شجاعت و از خودگذشتگی زیادی می‌خواهد.

## به هم زدن نامزدی در قانون مدنی ایران
1. مادهٔ ۱۰۳۵ - وعدهٔ ازدواج، ایجاد علقه زوجیت نمی‌کند؛ اگرچه تمام یا قسمتی از مهریه که بین طرفین برای موقع ازدواج مقرر گردیده، پرداخت شده باشد؛ بنابراین هر یک از زن و مرد مادام‌که عقد نکاح جاری نشده باشد، می‌تواند از وصلت امتناع کند و طرف دیگر نمی‌تواند به هیچ‌وجه او را مجبور به ازدواج کرده یا از جهت صرف امتناع از وصلت، مطالبهٔ خسارتی نماید.
2. مادهٔ ۱۰۳۶ - اگر یکی از نامزدها وصلت را بدون علت موجهی به هم بزند درحالی‌که طرف مقابل یا ابوین (پدرها) او یا اشخاص دیگر به اعتماد وقوع ازدواج مغرور شده و مخارجی کرده باشند طرفی که وصلت را به هم زده است، باید از عهدهٔ خسارات وارده برآید ولی خسارات مزبور فقط مربوط به مخارج متعارفه خواهد بود.
3. مادهٔ ۱۰۳۷ - هر یک از نامزدها می‌تواند در صورت به‌هم خوردن وصلت منظور هدایایی را که به‌طرف دیگر یا ابوین او برای وصلت منظور داده است مطالبه کند. اگر عین هدایا موجود نباشد مستحق قیمت هدایایی خواهد بود که عادتاً نگاه داشته می‌شود مگر اینکه هدایا بدون تقصیر طرف دیگر تلف شده باشد.[۱]